# Chi Đương quy
Chi Đương quy hay chi Bạch chỉ (danh pháp khoa học: Angelica) là một chi của khoảng 104 loài cây thân thảo cao sống hai năm hay lâu năm trong họ Apiaceae, có nguồn gốc ở vùng ôn đới và cận cực của Bắc bán cầu, chúng phổ biến cao về phía bắc tới tận Iceland và Lapland. Chúng cao từ 1 đến 2 mét, với các lá hình lông chim kép lớn và các tán hoa kép lớn có màu trắng hay trắng ánh lục.

## Các loài

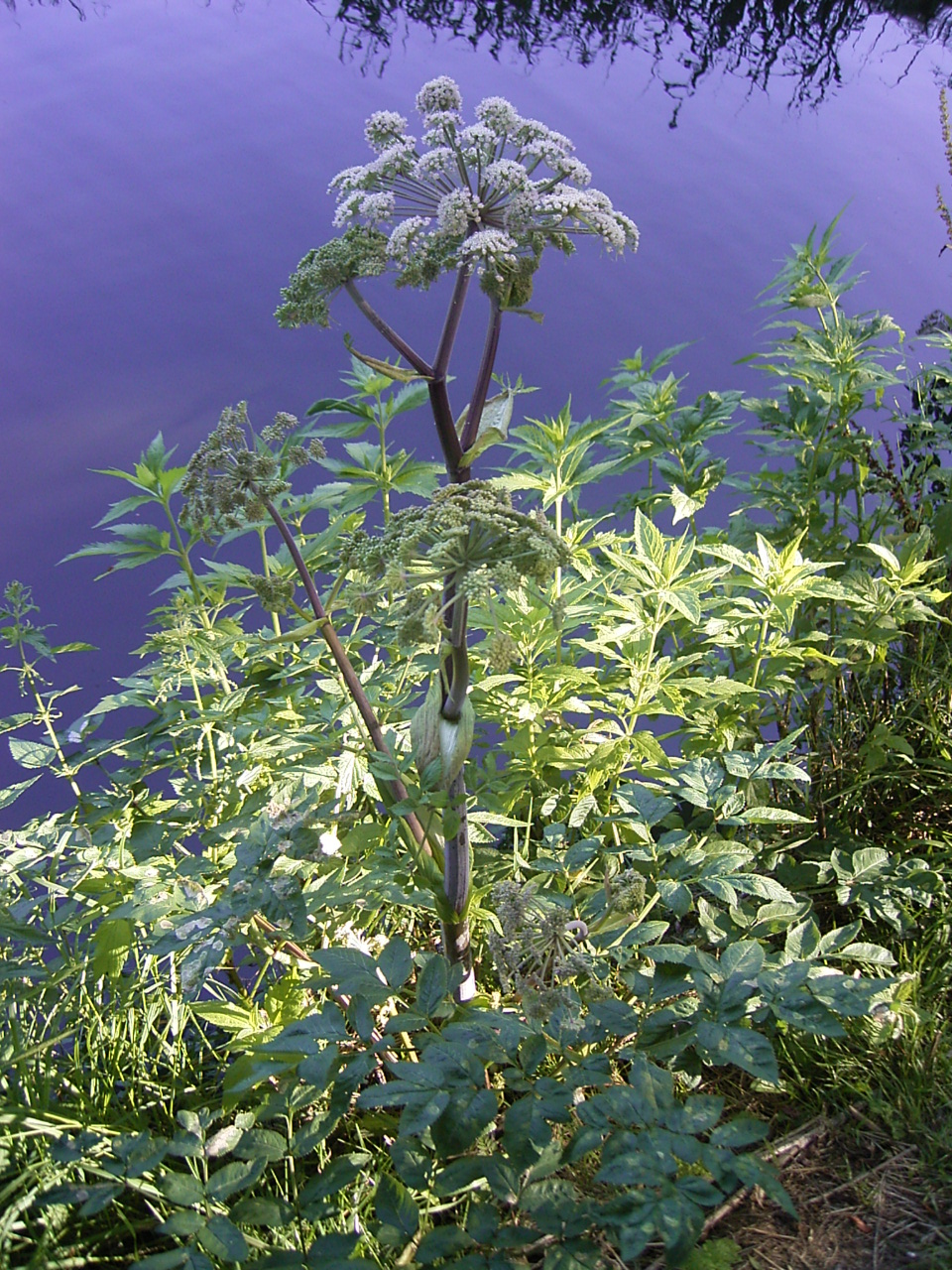
Bạch chỉ hoang (Angelica sylvestris)

- Angelica acutiloba - Đương quy Nhật Bản
- Angelica ampla - Bạch chỉ khổng lồ
- Angelica amurensis - Đương quy Amur
- Angelica anomala - Đương quy lá hẹp
- Angelica archangelica - Bạch chỉ cảnh
- Angelica arguta - Bạch chỉ Lyall
- Angelica atropurpurea - Bạch chỉ thân tía, Bạch chỉ Alexanders
- Angelica breweri - Bạch chỉ Brewer
- Angelica californica - Bạch chỉ California
- Angelica callii - Bạch chỉ Call
- Angelica canbyi - Bạch chỉ Canby
- Angelica cincta - Đương quy Hồ Bắc
- Angelica dahurica - bạch chỉ
- Angelica dawsonii - Bạch chỉ Dawson
- Angelica decursiva - Tiền hồ hoa tím
- Angelica dentata -	Bạch chỉ ven biển
- Angelica glabra - Bạch chỉ
- Angelica genuflexa - Bạch chỉ quỳ
- Angelica gigas - Đương quy Triều Tiên
- Angelica grayi - Bạch chỉ xám
- Angelica grosserrata - Độc hoạt
- Angelica hendersonii - Bạch chỉ Henderson
- Angelica kingii - Bạch chỉ vua
- Angelica lineariloba - Bạch chỉ độc
- Angelica lucida - Bạch chỉ bờ biển
- Angelica morii - Phúc sâm
- Angelica nitida - Đương quy Thanh Hải
- Angelica omeiensis - Đương quy Nga Mi
- Angelica pachyacarpa
- Angelica palustris
- Angelica pinnata - Bạch chỉ lá nhỏ
- Angelica pubescens - Độc hoạt
- Angelica roseana - Bạch chỉ hồng
- Angelica sinensis - Đương quy
- Angelica scabrida - Bạch chỉ núi Charleston
- Angelica setchuensis - Đương quy Tứ Xuyên
- Angelica sylvestris - Bạch chỉ hoang
- Angelica tomentosa - Bạch chỉ lông tơ
- Angelica triquinata - Bạch chỉ màng
- Angelica tsinlingensis - Đương quy Tần Lĩnh
- Angelica valida - Đương quy Kim Sơn
- Angelica venenosa - Bạch chỉ tóc
- Angelica wheeleri - Bạch chỉ Utah

### Nuôi trồng và sử dụng
Một số loài được trồng để làm chất tạo mùi vị cũng như sử dụng các tính chất y học của chúng. Đáng chú ý nhất trong số này là Bạch chỉ cảnh (A. archangelica) được biết rộng rãi nhất như là Bạch chỉ. Thổ dân ở Lapland sử dụng các rễ to làm thực phẩm và thân cây làm thuốc. Các thân cây non và gân lá (gân giữa) có màu xanh lục và được bán như là đồ trang trí và tạo mùi vị cho kẹo. Rễ và hạt đôi khi được dùng để tạo mùi cho rượu gin.
Bạch chỉ bờ biển (A. lucida) đã được dùng để ăn như là một loại "cần tây hoang dại".
A. sylvestris và một số loài khác bị một số ấu trùng của một vài loài Lepidoptera ăn.